# 1875 au Québec
Cet article traite des événements survenus en 1875 au Québec. 

## Événements

### Janvier
- 7 janvier : Le Canadien dénonce le fait que des députés libéraux fédéraux aient acheté des terrains au nord du canal Lachine afin de les revendre au gouvernement fédéral qui songe à élargir le canal[1].
- 12 janvier : le libéral Bernard Devlin remporte l'élection partielle fédérale de Montréal-Centre à la suite de la réélection du libéral-conservateur Michael Patrick Ryan.
- 13 janvier : la quatrième session de la 2e législature reprend[2].
- 29 janvier : l'asile de Beauport (futur hôpital Robert-Giffard) est rasé par un incendie[3].

### Février
- 2 février : le discours du budget du trésorier Joseph Gibb Robertson annonce des dépenses estimées à 2 217 000 $ pour l'année en cours[4].
- 3 février : l'Assemblée législative demande à l'orateur de lancer un mandat d'arrestation contre Ludger Duvernay et Honoré Cotté, respectivement directeur de La Minerve et caissier de la Banque Jacques-Cartier, car ils refusent de comparaître devant le comité d'enquête sur le scandale des Tanneries[2].
- 5 février : l'Assemblée législative réclame l'arrestation d'Arthur Dansereau, l'un des responsables de l'échange des terrains des Tanneries qui a mené à la chute du gouvernement Ouimet. Les conservateurs votant avec les libéraux précisent qu'ils blâment ainsi le cabinet de l'ancien premier ministre et non l'actuel gouvernement De Boucherville[5].
- 11 février : à Ottawa, dépôt d'un projet de loi créant la Cour suprême du Canada.
- 12 février : le Quebec Morning Chronicle accuse Joseph-Adolphe Chapleau et Gédéon Ouimet d'entraver l'enquête sur le scandale des tanneries[2].
- 18 février : Arthur Dansereau paraît finalement devant le comité mais refuse de répondre aux questions qu'il lui pose[2].
- 19 février : Dansereau est libéré après avoir répondu aux questions du comité[2].
- 20 février : le comité d'enquête recommande l'annulation de l'échange du terrain des Tanneries[2]..
- 23 février :
  - l'Assemblée législative adopte la nouvelle loi sur les élections. Désormais, le scrutin sera secret et se déroulera le même jour dans tous les districts[2].
  - la session est prorogée.
- 26 février : l'indépendant Charles-Auguste-Maximilien Globensky remporte l'élection partielle fédérale de Berthier à la suite de la réélection de Wilfrid Prévost.
- 27 février : le conservateur Edward Octavian Cuthbert remporte l'élection partielle fédérale de Berthier à la suite de la démission de Anselme-Homère Pâquet.

### Mars
- 1er mars : William H. Hingston remporte les élections municipales de Montréal.
- 2 mars : le premier ministre canadien Alexander Mackenzie déclare que son gouvernement n'a pas l'intention d'acheter des terrains au nord du canal Lachine[1].
- 4 mars : l'archevêque de Québec, Elzéar-Alexandre Taschereau, publie une lettre mettant en garde les gouvernements contre la création d'une Cour des divorces[6].

### Avril
- 26 avril : Elzéar-Alexandre Taschereau fait publier un mandement dénonçant l'achat des votes lors des campagnes électorales[7].

### Juin
- 6 juin : conservateurs et libéraux rendent publics leurs programmes électoraux respectifs lors d'une assemblée contradictoire à Sainte-Croix[7].
- 7 juin : Charles-Eugène Boucher de Boucherville annonce des élections générales pour le 7 juillet.
- 14 juin : des actes de violences ont lieu à Lévis à l'occasion d'une assemblée électorale libérale[8].
- 19 juin : le libéral Sixte Coupal dit la Reine est réélu député fédéral de Napierville face au candidat Louis Bédard.
- 23 juin : inauguration du chemin de fer Lévis et Kennebec, reliant Lévis à Sainte-Marie-de-Beauce[9].

### Juillet
- 7 juillet : le Parti conservateur de Charles-Eugène Boucher de Boucherville remporte l'élection générale avec 43 candidats élus contre 22 pour le Parti libéral de Henri-Gustave Joly de Lotbinière[10].
- 10 juillet : le conservateur John Short remporte l'élection partielle fédérale de Gaspé à la suite de la démission de Louis George Harper.

### Août
- 16 août : le gouvernement De Boucherville annonce une levée de fonds pour venir en aide à la construction du Québec, Montréal, Ottawa et Occidental (le chemin de fer de la rive nord) ainsi qu'à la ligne Montréal-Saint-Jérôme[11].

### Septembre
- 2 septembre : un nouvel essai a lieu pour inhumer Joseph Guibord au Cimetière Côte-des-Neiges. Guibord, décédé en 1869, était un membre de l'Institut canadien de Montréal qui avait été excommunié pour avoir refusé de se dissocier du point de vue jugé anticlérical de cette société. Une foule hostile empêche le convoi funèbre de pénétrer dans le cimetière[12].
- 8 septembre : l'évêque de Montréal, Ignace Bourget, publie un mandement dans lequel il demande à la population de rester calme s'il y avait une nouvelle tentative pour enterrer Guibord dans un cimetière catholique[13].
- 21 septembre : le gouvernement signe le contrat de construction du chemin de fer de la rive nord.
- 22 septembre : dans une lettre pastorale, les évêques du Québec affirment la supériorité de l'Église sur l'État et le droit légitime du clergé de se mêler de politique[14].
- 27 septembre : les noms des premiers juges de la Cour suprême sont rendus publics. Jean-Thomas Taschereau et Télesphore Fournier sont ceux originaires du Québec.

### Octobre
- 13 octobre : le Journal de Trois-Rivières dénonce toute coalition politique entre conservateurs et libéraux modérés[15].
- 30 octobre :
  - la Cour supérieure statue que la transaction du terrain des Tanneries était valide. Elle disculpe ainsi les membres de l'ancien gouvernement Ouimet dans ce que l'on a appelé le scandale des Tanneries[1].
  - le libéral John Short remporte l'élection partielle fédérale de Montréal-Ouest à la suite de la démission de Frederick Mackenzie.

### Novembre
- 4 novembre : ouverture de la première session de la 3e législature. Le discours du Trône annonce que des mesures seront prises visant à faciliter la reprise et l'achèvement des travaux ferroviaires en cours. Une nouvelle loi sur l'instruction publique doit également être déposée[16].
- 16 novembre : Joseph Guibord peut finalement être inhumé au Cimetière Côte-des-Neiges. Le lot où il est enterré a auparavant été désacralisé par monseigneur Ignace Bourget[17].
- 19 novembre : Louis-Zéphirin Moreau devient le nouvel évêque de Saint-Hyacinthe.
- 23 novembre : le conservateur Joseph-Godéric Blanchet remporte l'élection partielle fédérale de Bellechasse à la suite de la démission de Télesphore Fournier.
- 25 novembre : un projet de loi est déposé à l'Assemblée législative abolissant le ministère de l'Instruction publique[18].
- 26 novembre : le libéral Bernard Devlin remporte l'élection partielle fédérale de Montréal-Centre à la suite de la démission de Michael Patrick Ryan.
- 29 novembre : le chemin de fer Montréal-New York est inauguré[19].

### Décembre
- 7 décembre :
  - le premier ministre canadien Alexander Mackenzie nomme Joseph Cauchon à la présidence du Conseil privé du Canada[20].
  - le discours du budget annonce un emprunt de 4 000 000 $ pour éponger un énorme déficit dû aux subventions données aux compagnies de chemin de fer[21].
- 13 décembre : le député conservateur Pierre Bachand, en désaccord avec son gouvernement, propose un amendement énonçant que le gouvernement De Boucherville compromet par sa politique le projet de construction du Québec, Montréal, Ottawa et Occidental[22].
- 14 décembre : le libéral-conservateur François Fortunat Rouleau est réélu député fédéral de Dorchester face au candidat Alfred Morrisset.
- 24 décembre :
  - l'Assemblée législative adopte la loi créant la Commission de l'économie intérieure, formée de l'orateur et de 3 ministres et chargée de l'administration de la Chambre[2].
  - Joseph Cauchon est élu par acclamation député de la circonscription de Québec-Centre. Son adversaire, Joseph-Israël Tarte, s'est finalement désisté[23].
- 31 décembre : le libéral Thomas Christie remporte l'élection partielle fédérale sans opposition d'Argenteuil à la suite de la démission de Lemuel Cushing.

## Naissances
- Jean Charbonneau (poète et homme de loi) († 25 octobre 1960)
- 12 février - Ésioff-Léon Patenaude (homme politique) († 7 février 1963)
- 20 mars - Honoré Mercier (fils) (homme politique et fils du 9e premier ministre du Québec Honoré Mercier (père)) († 18 juin 1937)
- 29 mai - Herbert Molson (en) (homme d'affaires) († 21 mars 1938)
- 2 août - Joseph-Octave Mousseau (homme politique) († 2 décembre 1965)
- 21 août - Winnifred Eaton (en) (auteur)`(† 8 avril 1954)
- 22 août - François Blais (homme politique) († 2 juin 1949)
- 24 décembre - Pierre Bertrand (homme politique) († 22 décembre 1948)

## Décès
- 26 avril - Edward Hale (en) (homme politique) (º 6 décembre 1800)
- 22 juin - Sir William Edmond Logan (géologue) (º 20 avril 1798)
- 12 juillet - Charles La Rocque (personnalité religieuse) (º 15 novembre 1809)
- 22 juillet - Amable Éno, dit Deschamps (en) (homme politique) (º 27 avril 1785)
- 31 août - Alexander Bertram (chef pompier à Montréal) (º 1811)
- 14 décembre - Marie-Anne Gaboury (grand-mère de Louis Riel et première femme de descendance européenne à voyager et à coloniser ce qui est maintenant l'ouest canadien) (º 2 août 1780)

### Articles généraux
- Chronologie de l'histoire du Québec (1867 à 1899)
- L'année 1875 dans le monde

### Articles sur l'année 1875 au Québec
- Élection générale québécoise de 1875